# Halva
Halva ili alva je naziv za niz orijentalnih slastica koje su raširene diljem Bliskog istoka, Srednje Azije te Indije. Ime joj dolazi iz turske riječi helva, koja pak dolazi od arapskog حَلْوَى ḥalwā (hrv. „slatkiš”), korijena حلاوة ḥalāwa koji znači „slatkoća”.
Pravi se od pšeničnog brašna, masti, meda ili šećera te od sezama i drugih dodataka. Receptura halve uvelike varira ovisno o mjestu na kojem se radi, a pojedini tipovi halve nazive dobivaju prema prevladavajućem sastojku. Najraniji zapisani recepti su predislamsko-perzijskog podrijetla, a dijele se na zimske i ljetne tipove halve.
Na Balkanu ju rade i prodaju halvadžije u obrtima zvanima halvadžinicama. Do 1908. godine u Sarajevu je postojala posebna čaršija halvadžiluk.
Postoji narodna izreka koja glasi „ide kao halva”, a koristi se za nešto što se zbog popularnosti prodaje iznimno brzo.